# Moulins (Ille-et-Vilaine)
Moulins è un comune francese di 669 abitanti situato nel dipartimento dell'Ille-et-Vilaine nella regione della Bretagna.

## Società

### Evoluzione demografica
Abitanti censiti